# میراث هاگوارتز
میراث هاگوارتز (به انگلیسی: Hogwarts Legacy) یک بازی ویدئویی به سبک نقش‌آفرینی اکشن و جهان باز است که داستانش در دنیای جادوگری اواخر دهه ۱۸۸۰ میلادی روایت می‌شود. این بازی توسط آوالانچه سافت‌ور توسعه یافته و به‌وسیلهٔ سرگرمی تعاملی برادران وارنر منتشر شده‌است. این بازی در ۱۰ فوریه ۲۰۲۳ برای مایکروسافت ویندوز، پلی‌استیشن ۵، و ایکس‌باکس سری اکس/اس، ۵ مه ۲۰۲۳ برای کنسول‌های پلی‌استیشن ۴ و ایکس‌باکس وان، و ۱۴ نوامبر ۲۰۲۳ برای کنسول نینتندو سوئیچ عرضه شد.
در این بازی ویدئویی، بازیکن می‌تواند شخصیت خود را بسازد و در دنیای جادوگری به گردش بپردازد. این بازی کاملاَ جهان باز و با المان‌های نقش‌آفرینی ساخته شده‌است.
تصاویری از گیم‌پلی بازی در سال ۲۰۱۸ لو رفت اما اولین نمایش میراث هاگوارتز در سال ۲۰۲۰ و در رویداد رونمایی پلی‌استیشن ۵ اتفاق افتاد و تاریخ عرضه آن برای پلتفرم‌های پلی‌استیشن، ایکس باکس و مایکروسافت ویندوز تاریخ ۲۰۲۱ عنوان شد. در سال ۲۰۲۲ در رویداد استِیت آف پلی سونی دوباره به نمایش درآمد و در آن ابعاد مختلف روند بازی به نمایش درآمد. عرضه بازی دو بار به تعویق افتاد و در آخر تاریخ انتشار آن فوریه ۲۰۲۳ عنوان شد.

## گیم پلی
میراث هاگوارتز یک بازی نقش‌آفرینی اکشن و جهان باز است که در دید سوم شخص بازی می‌شود. یکی از عناصر اصلی برای بازیکن، شرکت در کلاس‌های مدرسه جادوگری هاگوارتز است. بازیکنان می‌توانند مکان‌های آشنا از مجموعه هری پاتر، مانند روستای هاگزمید یا جنگل ممنوعه را کاوش کنند. هر یک از چهار گروه شناخته شده، گریفیندور، هافلپاف، راونکلاو و اسلیترین، یک اتاق منحصر به فرد خود را نیز ارائه می‌دهند. این اتاق‌ها فقط برای گروه فعلی بازیکن انتخاب شده توسط کلاه گروهبندی قابل دسترسی هستند. همراه با انتخاب گروه، بازیکن ماموریت‌های انحصاری مختلفی را دریافت می‌کند. با پیشرفت در بازی، نمای داخلی و خارجی قلعه از نظر بصری برای مطابقت با فصول تغییر می‌کند؛ این بازی همچنین دارای تغییر موسیقی بر اساس مکان شخصیت بازیکن است.
در طول ساخت شخصیت، بازیکن می‌تواند ظاهر، جنسیت و یکی از چهار گروه هاگوارتز را انتخاب کند. بازیکنان ممکن است صدای شخصیت و نوع بدن خود را سفارشی کنند و لوازم جانبی مانند عینک یا کلاه را در خلق شخصیت اضافه کنند. پیشرفت سطح به بازیکن اجازه می‌دهد تا به جادوها، استعدادها و توانایی‌های مختلف دسترسی داشته باشد و آن‌ها را ارتقا دهد. از طریق چالش‌های درون بازی، بازیکن امتیاز تجربه را کسب می‌کند. این چالش‌ها به صورت مبارزات، کوئست‌ها، اکتشافات و صفحات راهنمای میدانی هستند. در حالی که نقاط گروهبندی برای چهار گروه هاگوارتز در طرح بازی نقش دارند، آنها تحت تأثیر اقدامات بازیکن قرار نمی‌گیرند.
شخصیت بازیکن یادمی‌گیرد که وردهای مختلف بیاموزد، معجون دم کند و بر توانایی‌های رزمی استاد شود. با پیشرفت بازیکن، او سبک مبارزه مخصوص خود را توسعه می‌دهد. بازیکن همچنین می‌تواند با شخصیت‌های غیربازیکن درون بازی ارتباط برقرار کند. همان‌طور که این روابط رشد می‌کنند، همکلاسی‌ها به همراهانی تبدیل می‌شوند که می‌توانند بازیکنان را در سفر همراهی کنند و توانایی‌های آنها را گسترش دهند.
بازیکن می‌تواند جانوران جادویی مختلف از جمله هیپوگریف‌ها و تسترال‌ها را اهلی کنند، از آنها مراقبت کنند و سوار آنها شوند. اژدها، ترول‌ها، آکرومانتولاها، گرافورن‌ها، گوساله‌های ماه، فووپرها، زانوها و نیفلرها دیگر موجودات جادویی قابل تعامل هستند. از برخی موجودات می‌توان در جنگ استفاده کرد، مانند استفاده از ترنجبین برای بیهوش کردن دشمنان.

## داستان
بازی در اواخر دهه ۱۸۸۰ میلادی روایت می‌شود. قهرمان داستان نامه ای از پروفسور ویزلی دریافت می‌کند که حاوی تاییدیه حضور در مدرسه جادوگری هاگوارتز است. قهرمان داستان همراه با «پروفسور فیگ» و یک مربی پرواز به سمت هاگوارتز می‌روند. در حین بحث دربارهٔ یک مصنوع ناشناخته، یک اژدها به آنها حمله می‌کند. اژدها مربی را از هم جدا کرده و پروفسور فیگ و قهرمان داستان از وسیله نقلیه خارج می‌شوند. فیگ از یک طلسم برای رسیدن به یک کلید استفاده می‌کند و هنگام انجام این کار، مشخص می‌شود که یک Portkey است که می‌تواند به گرینگوت تلپورت کند. با استفاده از کلید برای ورود به یک طاق قدیمی، قهرمان داستان می‌آموزد که می‌تواند جادوی باستانی را ببیند و با «گابلین رنراک» روبرو می‌شود. فیگ و قهرمان داستان از گابلین فرار می‌کنند و قهرمان داستان دوره خود را در هاگوارتز آغاز می‌کند.
کم‌کم قهرمان داستان طلسم‌های مختلفی را در طول کلاس‌ها یادمی‌گیرد، در حالی که هاگوارتز، هاگزمید و مناطق بیرونی را با همراهان خود، «سباستین سالو» و «ناتسای اونای»، کاوش می‌کند. در همین حال، پروفسور فیگ در حال بررسی اسرار جادوی باستانی است و توسط قهرمان داستان پشتیبانی می‌شود. آنها در نهایت یک اتاق مخفی و باستانی را در زیر هاگوارتز کشف می‌کنند؛ اتاق نقشه، که در آن چهار مجسمه از کارکنان گذشته هاگوارتز از اسرار جادوی باستانی از جهان گسترده‌تر محافظت می‌کنند. قهرمان داستان متوجه می‌شود که پروفسور قبلی، ایزیدورا مورگاناچ، با نگهبانان در مورد پنهان کردن جادوی باستانی مخالفت کرده و مخزن قدرتی را که رنراک در تلاش است پیدا کند، باقی می‌گذارد، زیرا او می‌خواهد اجنه علیه دنیای جادوگران قیام کنند. گروهی از جادوگران تاریک به رهبری ویکتور روکوود با رنراک همکاری می‌کنند تا از شورش دومی حمایت کنند.
برای فاش کردن اسرار جادوی باستانی، قهرمان باید چهار آزمایش را انجام دهد که توسط نگهبانان اتاق نقشه برگزار می‌شود. برای گذراندن موفقیت‌آمیز آزمایشات، قهرمان داستان باید بر وظایف و معماهای خطرناک غلبه کند. پایان هر آزمایش منجر به یک "دفتر" می‌شود، یک وسیله جادویی برای ذخیره و مرور خاطرات. با استفاده از آن، قهرمان داستان به خاطرات چهار مجسمه نگهبان دسترسی پیدا می‌کند و در مورد تاریخچه آنها در مورد جادوی باستانی و ارتباط با ایزیدورا مورگاناچ مطلع می‌شود. ایزیدورا از جادوی باستانی در تلاش برای استخراج احساسات منفی، به ویژه از پدر رنج‌دیده‌اش استفاده کرد. نگهبانان متوجه شدند که پدر ایزیدورا نه تنها احساسات منفی خود را از دست داد، بلکه همه آنها را نیز از دست داد. هنگامی که متوجه شدند ایزیدورا از این روش روی دانش آموزان استفاده می‌کند، هر چهار مجسمه نگهبان سعی کردند او را متوقف کنند اما موفق به انجام این کار نشدند. در نهایت یکی از نگهبانان از نفرین کشتار برای حذف ایزیدورا استفاده کرد. پس از آن، نگهبانان تصمیم گرفتند که مخزن را مخفی نگه دارند. هنگامی که قهرمان داستان تمام آزمایشات را به پایان می‌رساند، آنها یک وظیفه نهایی را دریافت می‌کنند: ایجاد نوع خاصی از عصای جادویی متشکل از مصنوعات یافت شده در "pensieves".
پروفسور فیگ قهرمان داستان را به اولیواندر می‌فرستد تا عصای نگهبان را بسازد. هنگامی که قهرمان داستان اولیواندر را ترک می‌کند، در کمین ویکتور روکوود قرار می‌گیرد. روکوود پیشنهاد اتحاد علیه گابلین‌ها را می‌دهد، اما قهرمان داستان امتناع می‌ورزد که نتیجه آن یک نبرد است که در آن قهرمان موفق می‌شود روکوود را شکست دهد. اندکی بعد، رنراک در نهایت محل مخزن ایزیدورا را پیدا کرده و قدرت باستانی را «آزاد» می‌کند، سپس آن را جذب می‌کند تا خود را به یک اژدها تبدیل کند. پس از نبردی بین رنراک و قهرمان داستان، قهرمان با شکست دادن رنراک به شورش گابلین پایان می‌دهد و باید تصمیم بگیرد که آیا راز نگهبانان را حفظ کند یا با گرفتن قدرت، وجود جادوی باستانی را فاش کند. فیگ صرف نظر از انتخابی که انجام می‌شود، در طول نبرد مجروح می‌شود و مدت کوتاهی پس از پیروزی در نبرد می‌میرد. پروفسور بلک و ویزلی به افتخار پروفسور فیگ با حضور قهرمان داستان عزاداری می‌کنند. پس از آن، قهرمان داستان برای اتمام تحصیلات به مدرسه بازمی‌گردد، زیرا پایان سال تحصیلی به امتحانات O.W.L منتهی می‌شود. این سفر با امتیاز دادن به قهرمان داستان برای ماجراجویی خارق‌العاده توسط پروفسور ویزلی به پایان می‌رسد که در نهایت منجر به برنده شدن جام گروه‌ها برای گروه مربوطه او می‌شود.

## توسعه
این بازی توسط استودیو آوالانچه سافت‌ور توسعه یافته‌است. ژانویه ۲۰۱۷ این استودیوی باسابقه توسط سرگرمی تعاملی برادران وارنر از دیزنی خریداری شد. به گفته برادران وارنر جی. کی. رولینگ مستقیماً در توسعه بازی دخالتی ندارد.
بازی با استفاده از موتور آنریل انجین ۴ ساخته شده‌است.